# Пернштейны
Пернштейны или Паны из Пернштейна (чеш. Pernštejnové, Páni z Pernštejna, нем. Herren von Pernstein) — влиятельный средневековый чешский дворянский род, происходивший из юго-западной Моравии. Род был основан в начале XIII века и наивысшего могущества достиг к XVI столетию, став наряду с Рожмберками влиятельнейшим семейством Чешского королевства и получив право построить свою резиденцию в Пражском граде (ныне она носит название Лобковицкий дворец).

## Родовой герб
Пернштейны носили в своём гербе изображение чёрной головы зубра с золотым кольцом в ноздрях. Голова помещалась на серебряном (белом) или золотом поле. Точное происхождение этого герба неизвестно, изображение на нём основывается на фамильной легенде. В настоящее время пернштейновская геральдическая голова зубра изображена на гербе городов Плумлов, Пршеров и некоторых других населённых пунктов, когда то входивших в состав их владений.

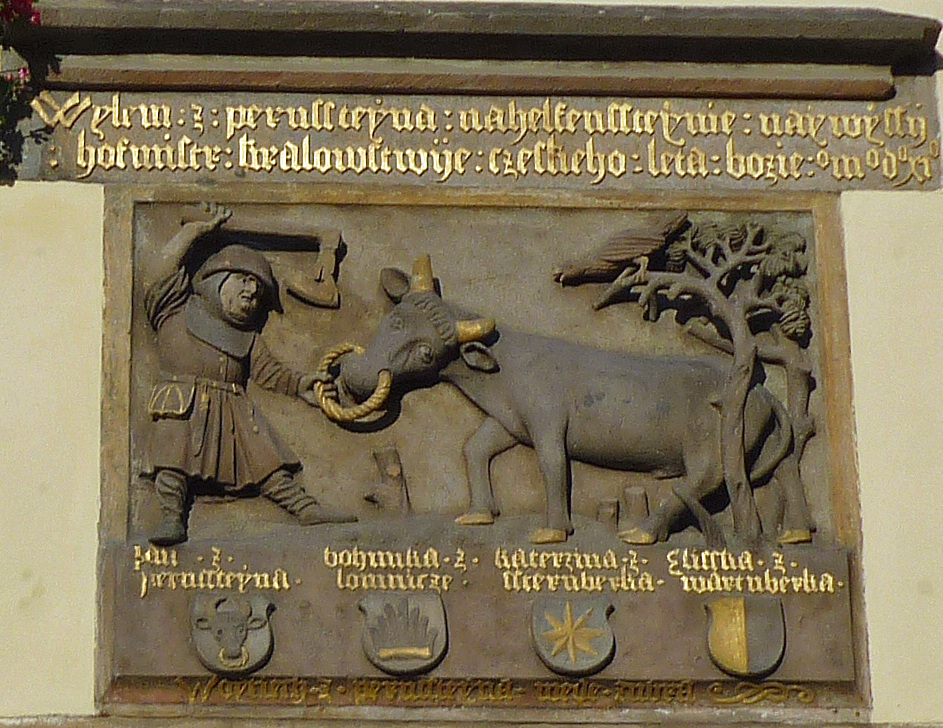
Изображение легенды над входом в Пардубицкий замок

## Семейная легенда
Согласно дошедшей до нас легенде о происхождении рода и герба Пернштейнов, предком их был бедный угольщик по имени Войтех, трудившийся в лесах Моравии. Однажды Войтех обнаружил, что из его хижины стала пропадать провизия. Решив, что к нему наведываются воры, Войтех решил подстеречь их и с удивлением обнаружил, что еду из его хижины ворует дикий чёрный зубр. Рассерженный угольщик схватил зубра за рога, однако не знал, что делать дальше. Тут Войтех услышал как синица на дереве щебечет «лейчи-лейчи-лейчи» и вспомнил про лыко, из которого была сплетена его обувь. Размотав лыко, легендарный предок Пернштейнов сплёл из него кольцо и продел через ноздри зубра, тем самым приручив его. Войтех отвёл дикого зубра в княжеский замок, где на глазах у ошеломлённых зрителей одним ударом топора отсёк ему голову. За этот подвиг князь пожаловал Войтеху герб с изображением чёрной головы зубра с золотым кольцом в ноздрях и леса, в которых работал Войтех, для возведения родового замка.
Само же название замка и, соответственно, предикат рода — Пернштейн — произошло, вероятно, от его первоначально немецкого наименования Bärenstein — «Медвежий камень».

## История рода

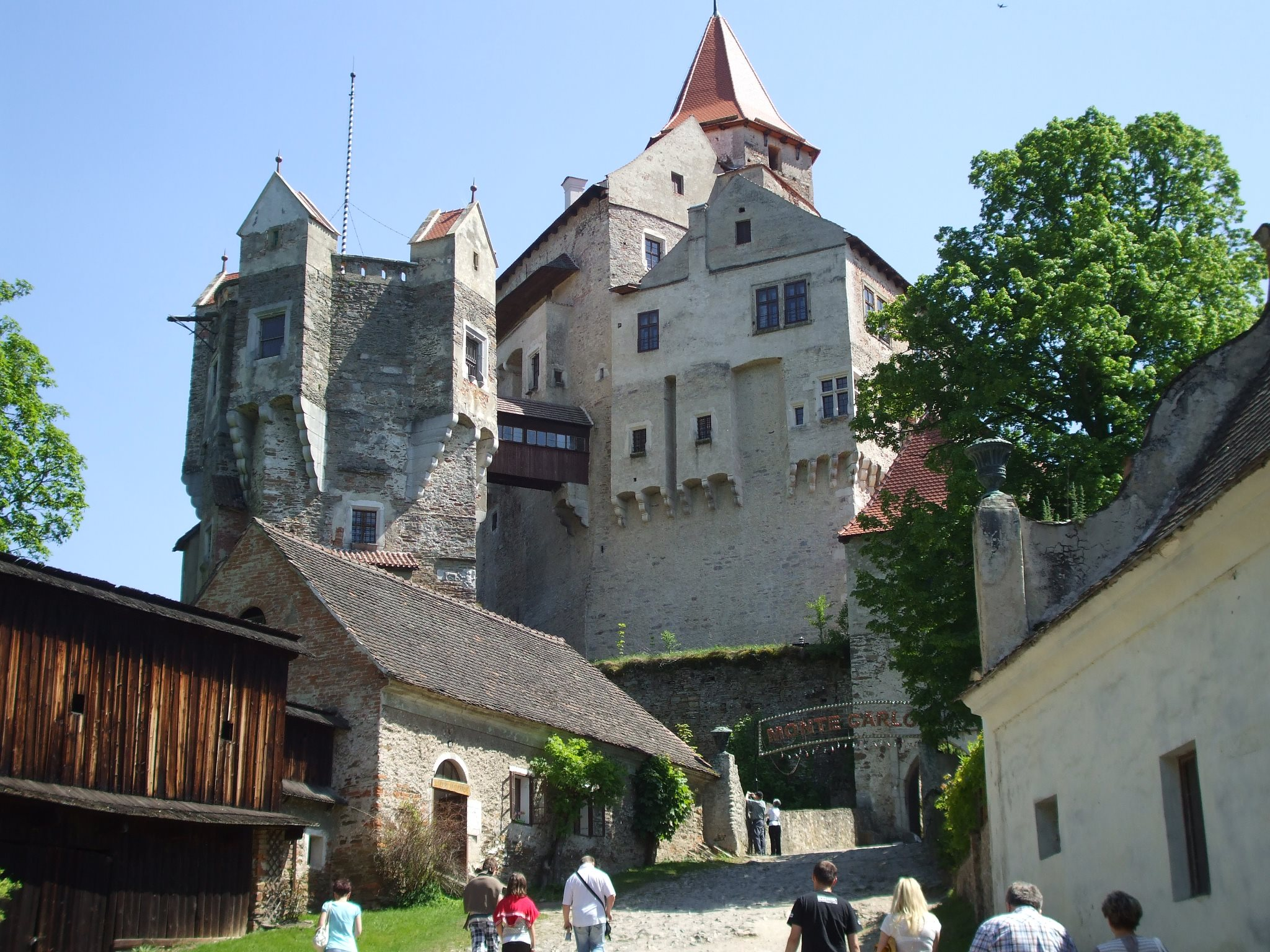
Замок Пернштейн в Моравии, давший имя роду

### XIII век
Основателем рода считается моравский дворянин Готгард из Медлова, впервые упомянутый в письменных источниках под 1174 годом. Его сын Штепан I из Медлова (ум. до 1235) был бургграфом королевских замков Девички и, вероятно, Вевержи, а племянник, Йимрам из Медлова (ум. после 1225), служил бургграфом в Зноймо. Известен оттиск печати Йимрама из Медлова с изображением головы зубра на документе 1220 года. Штепан из Медлова заложил недалеко от Брно Доубравницкий монастырь августинок, служивший впоследствии родовой усыпальницей Пернштейнов. Родовое имя «из Пернштейна» впервые появляется в исторических документах в 1285 и 1292 годах. Вопрос о том, кто первым принял новое родовое имя и, следовательно, являлся первым владельцем замка Пернштейн — Штепан III (ум. после 1285), внук Штепана I из Медлова, или же его сын Штепан IV (ум. после 1294) — остаётся не до конца выясненным.

### XIV век
Пернштейны с давних времён находились на королевской службе. Брат Штепана III, Филип I из Пернштейна (ум. после 1269), занимал должность моравского земского коморника, а его сын Филип II из Пернштейна (ум. после 1308) служил бургграфом городской крепости в Годонине. В XIV веке род Перштейнов существенно увеличил свои владения, присоединив к ним несколько замков в бассейне реки Свратки (Зубштейн, Ауэршперк, Пишолец), поэтому некоторые представители рода упоминаются в тот период с другими предикатами, например, «из Ауэршперка» или «из Якубова».
В период правления короля Карела I Люксембургского (1346—1378) Пернштейны на время потеряли большую часть своих владений и перешли в разряд обедневшего дворянства. Вероятно, в залог был отдан даже родовой замок Пернштейн. Однако при его наследнике Вацлаве IV ситуация изменилась. В обстановке внутренней нестабильности, сопровождавшей весь период правления нового короля, Вилем I из Пернштейна (ок. 1360—1426) делает успешную политическую карьеру, умело лавируя между интересами моравских маркграфов Йошта и Прокопа Люксембургских. Во время войны за власть над Моравией Вилем, выступая со своим войском на стороне то одного, то другого маркграфа, существенно увеличил свои земельные владения путём вооружённого захвата поместий своих политических противников. В 1398—1399 и 1421 годах Вилем I из Пернштейна занимал должность моравского земского гетмана (соответствовавшую должности наместника в Моравии).

### XV век
Позиции Вилема из Пернштейна в Моравии настолько укрепились, что на его положение никак не повлияла даже смерть его покровителя Йошта Люксембургского в 1411 году. Вилем I поддержал гуситское движение: его печать была второй среди оттисков печатей в послании против сожжения Яна Гуса, направленном чешским и моравским дворянством Констанцскому собору в 1415 году. Несмотря на это, после битвы на Виткове король Сигизмунд Люксембургский повторно назначил Вилема I из Пернштейна на пост моравского земского гетмана (1421 год), однако вскоре Вилем добровольно ушёл в отставку по состоянию здоровья.

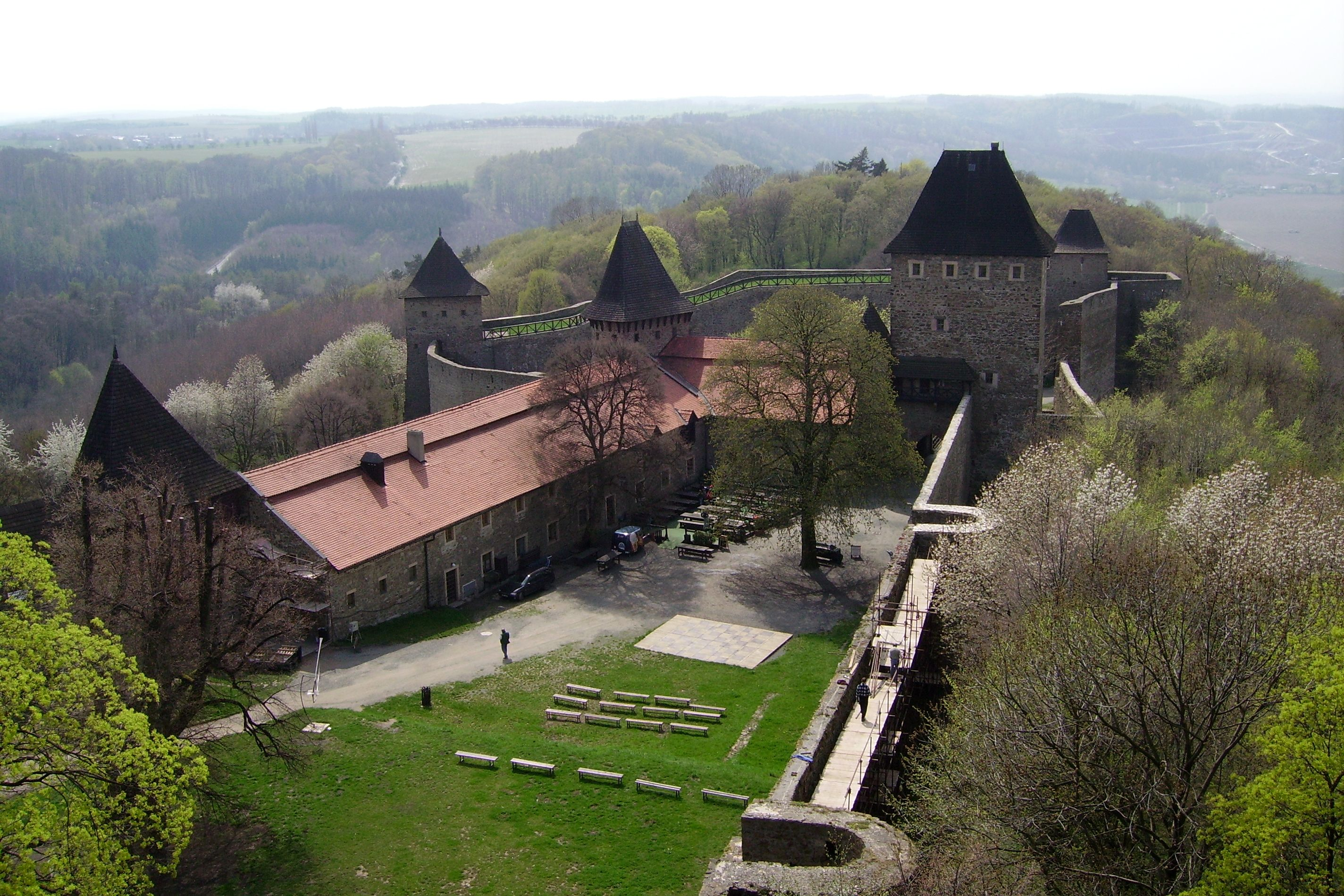
В 1474 году Вилем II из Пернштейна купил замок Гельфштин и до конца своих дней подписывался «Вилем из Пернштейна и на Гельфштине»

Сыновья Вилема I, Бавор (ок. 1395—1434) и Ян II из Пернштейна (ок. 1406—1475), продолжали последовательно поддерживать гуситское движение, принимая активное участие в борьбе против третьего и четвёртого антигуситских крестовых походов. Бавор принимал участие в битвах у Усти-над-Лабем (1426 год) и у Тахова (1427 год), а Ян II в 1428—1430 годах участвовал в заграничных походах гуситов. После войны Ян из Пернштейна встал на сторону Йиржи из Подебрад (ум. 1471), после смерти которого поддержал короля Матиаша Корвина. Позднее однако Ян признал королём Чехии Владислава Ягеллона. В 1473 году Ян II из Пернштейна стал одним из четырёх управителей моравского маркграфства. Благодаря женитьбе с Богункой из Ломнице Ян вновь приобрёл замки Зубштейн и Пишолец, ранее утерянные Пернштейнами. Кроме того, Ян II присоединил к семейным владениям Пернштейнов Кршижанов, Бистршици, Скали и Митров.

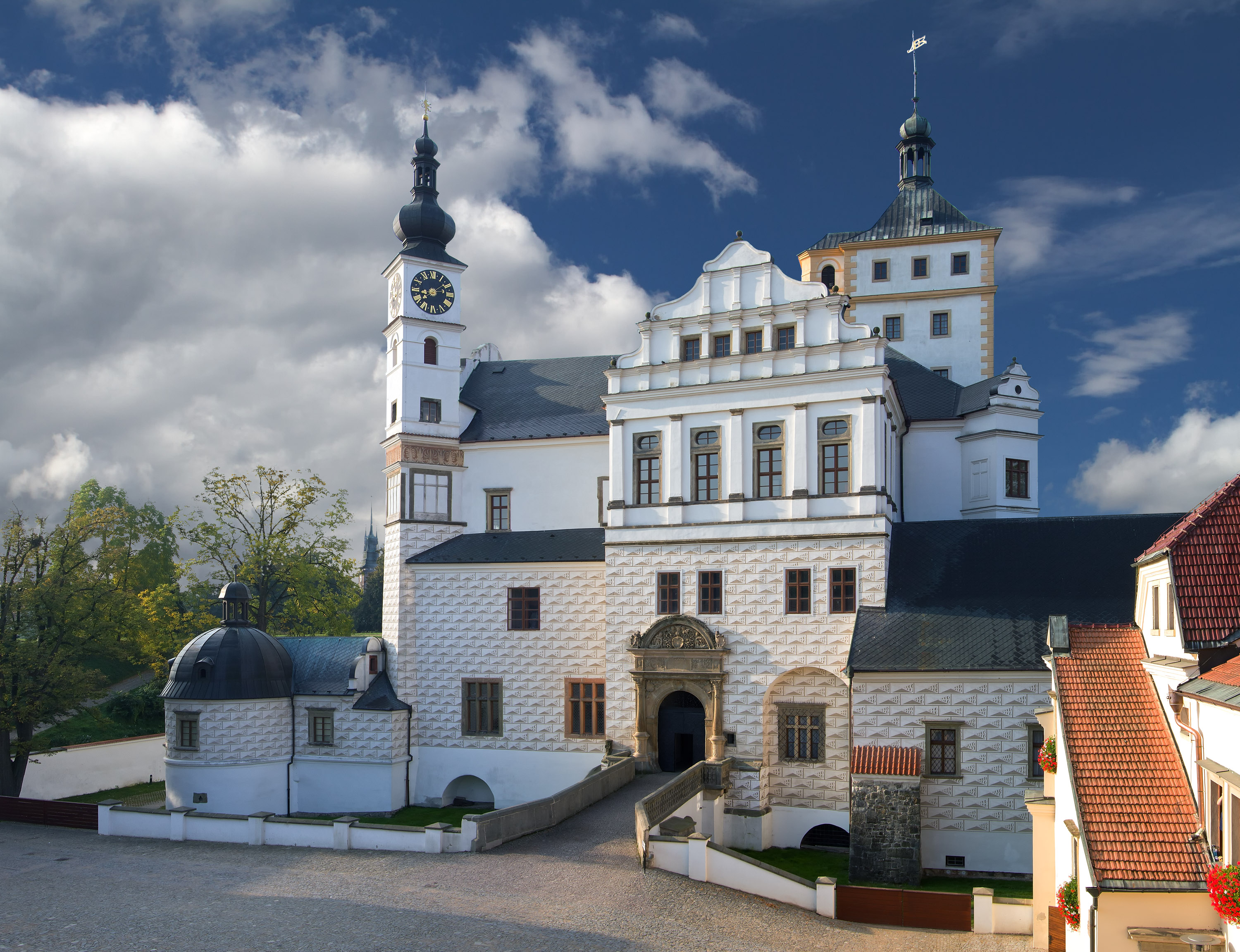
Пардубицкий замок — новая резиденция панов из Пернштейна с 1491 года

Яну II из Пернштейна наследовали его сыновья Вилем II (1438—1521) и Вратислав I (1463—1496). Вилем II из Пернштейна и на Гельфштине был одним из ярчайших представителей рода Пернштейнов. После смерти короля Йиржи он вынужден был перейти на службу Матиаша Корвина, при этом Вилем с лёгкостью отошёл от веры гуситов и принял католичество, затем перешёл на службу короля Владислава Ягеллонского, при котором занимал высшие придворные должности. К заслугам Вилема из Пернштейна относится успех дипломатической миссии, направленной на избрание Владислава королём Венгрии. Как собственник обширных владений Вилем II известен своими хозяйственно-управленческими способностями, в частности, им была организована сложная система прудов и каналов в районе Пардубице, в которых он успешно развивал рыбный промысел. Новой резиденцией Вилема и его детей стал Пардубицкий замок, приобретённый им в 1491 году и перестроенный в стиле поздней готики. Кроме того, Вилем II присоединил к своим владениям Кунетицкогорское панство вместе с замком Кунетицка-Гора, который существенно преобразил, а также Тршебич, Мержинское пробство и Глубокское панство. Вратислав I из Пернштейна с 1494 года занимал должность моравского земского гетмана и в течение жизни присоединил к владениям Пернштейнов Простеёв и Плумлов.

### XVI век
У Вилема II из Пернштейна было два сына — Войтех I (1490—1534) и Ян IV Богатый (1487—1548), в 1497 году король Владислав II посвятил их обоих в рыцари. В 1507 году Вилем разделил свои обширнейшие владения между сыновьями, оставив себе лишь панства Глубока, Тршебич и Садек. При разделе старший сын Ян получил моравские панства (Пернштейн, Простеёв, Плумлов, Пршеров и др.), а Войтех панства в Восточной Чехии, такие как Пардубице, Кунетицка-Гора, Рихнов и другие. В 1514 году Войтех сменил отца в должности высочайшего гофмейстера Чешского королевства. Некоторое время Войтех в качестве своей резиденции использовал замок Глубока, по причине чего подписывался «Войтех из Пернштейна и на Глубоке». Централизаторская политика нового короля Людвика Ягеллонского однако заставила Войтеха уйти в оппозицию королевской власти. После смерти короля Людвика в 1526 году Войтех из Пернштейна даже рассматривался как один из возможных кандидатов на выборах следующего короля Чехии.

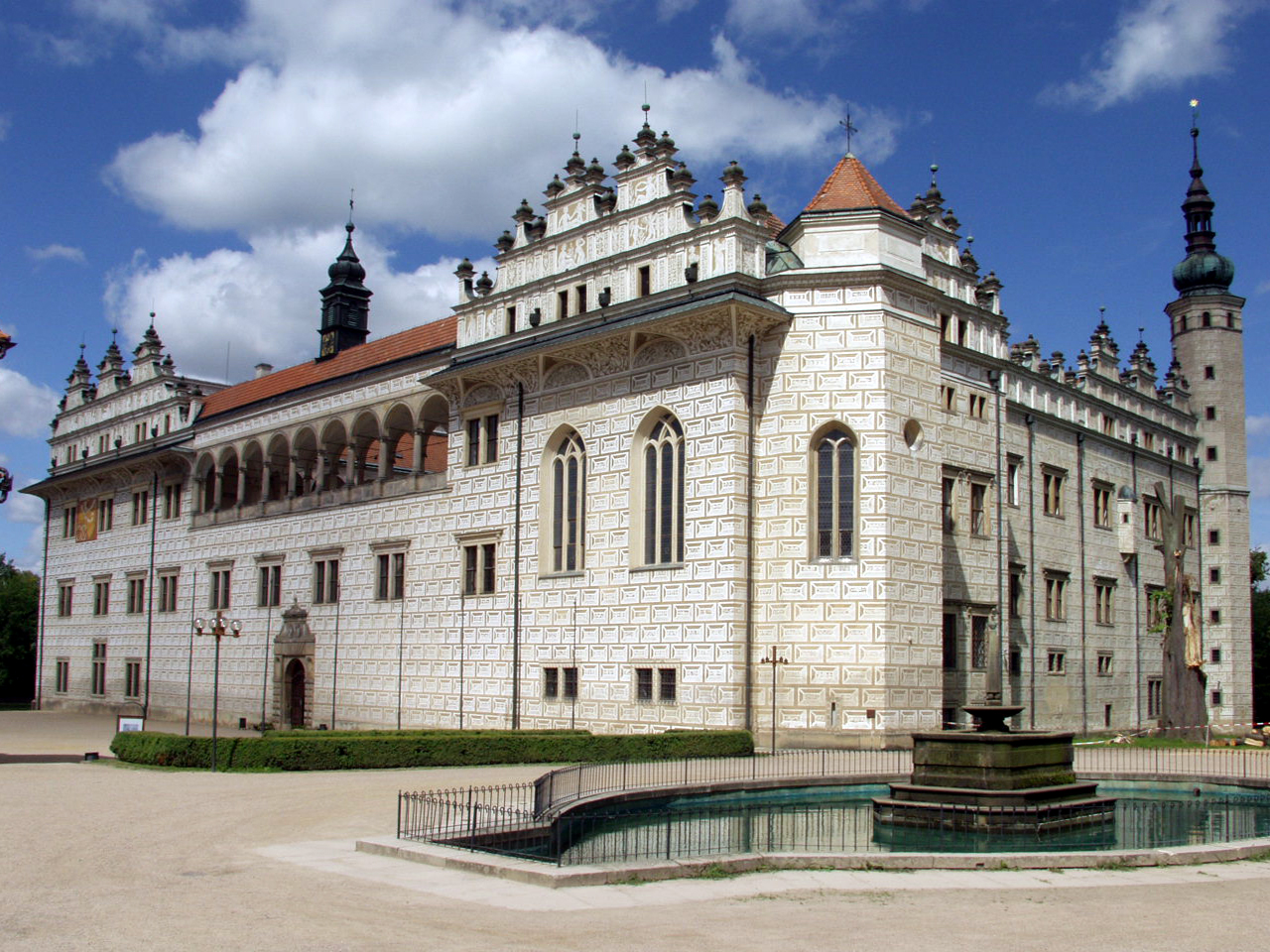
Литомишльский замок — ренессансная резиденция Вратислава II из Пернштейна и его детей, выстроенная в 1568—1581 годах

Ян IV из Пернштейна, прозванный Богатым, трижды занимал должность моравского земского гетмана, а в 1537 году получил в залог силезское графство Глац. После смерти брата в 1534 году Ян унаследовал его панства, сосредоточив в своих руках большинство родовых имений Пернштейнов. В 20-30-е годы Ян Богатый присоединил к своим владениям Вельке-Мезиржичи, Валашске-Мезиржичи, Всетин и Пасков. Обладая обширными земельными владениями, Ян IV имел возможность содержать многочисленное войско. Как и Войтех, Ян из Пернштейна придерживался утраквистских взглядов и принимал деятельное участие в религиозной жизни подобоев. В 1547 году он принял участие в Пражском восстании сословий против Габсбургов, однако после поражения в битве при Мюльберге в числе первых сдался на милость Фердинанда I. Прощённый королём, Ян из Пернштейна вынужден был распродать часть своих владений, чтобы расплатиться с накопившимися долгами, и через год умер.
Яну IV наследовали трое сыновей, Ярослав (1528—1569), Вратислав II (1530—1582) и Войтех II (1532—1561), которые получили отцовские панства в совместное владение. После смерти отца Ярослав из Пернштейна мало занимался вопросами управления семейными имениями, предпочитая находиться при королевском дворе. Именно в этот период проявляются первые признаки надвигающегося экономического кризиса в обширном хозяйстве Пернштейнов и братья, нуждаясь в быстрых деньгах, начинают распродавать часть имений по заниженным ценам. Вскоре они решают произвести раздел отцовских владений, в результате которого, если верить Папроцкому, каждый из братьев получил «более чем по 10 замков и несколько сотен деревень». Ярослав получил основные чешские имения и некоторые моравские, Вратиславу достались Тршебич и несколько панств между Чехией и Моравией, а Войтех получил основные моравские владения, включая родовой замок Пернштейн. Ярослав к концу своей жизни влез в непреодолимые долги, в результате чего лишился всех своих владений, в том числе, в 1560 году вынужден был продать Пардубицкое панство. Ярослав не оставил наследников, как и его младший брат Войтех II, который перед смертью завещал свои моравские панства их среднему брату Вратиславу.
Вратислав II из Пернштейна, прозванный Великолепным, получил воспитание при дворе, в окружении сына короля Фердинанда I, будущего императора Максимилиана II, с которым на всю жизнь завязал дружеские отношения. В правление Максимилиана Вратислав занимал должность высочайшего канцлера Чешского королевства и исполнял многие дипломатические поручения короля. В возрасте 26 лет Вратислав первым из чешских аристократов был посвящён королём Испании в рыцари ордена Золотого руна. Он покровительствовал развитию науки и искусства в своих владениях и слыл страстным коллекционером. Он восстанавливал и реконструировал многие свои замки и дворцы, а также возводил новые (к примеру, Литомишльский замок). Главная резиденция Вратислава находилась в Пражском Граде. Несмотря на то, что со временем Вратислав унаследовал владения своих братьев, к концу жизни он оказался на грани финансового краха и вынужден был постепенно распродавать родовые владения. Он умер по пути в Линц и был похоронен в соборе Святого Вита, Вацлава и Войтеха в Праге. В момент его смерти некогда обширные владения Пернштейнов в Чехии ограничивались Литомишлем, Ланшкроуном и Ланшперком, а в Моравии включали в себя лишь десять панств.

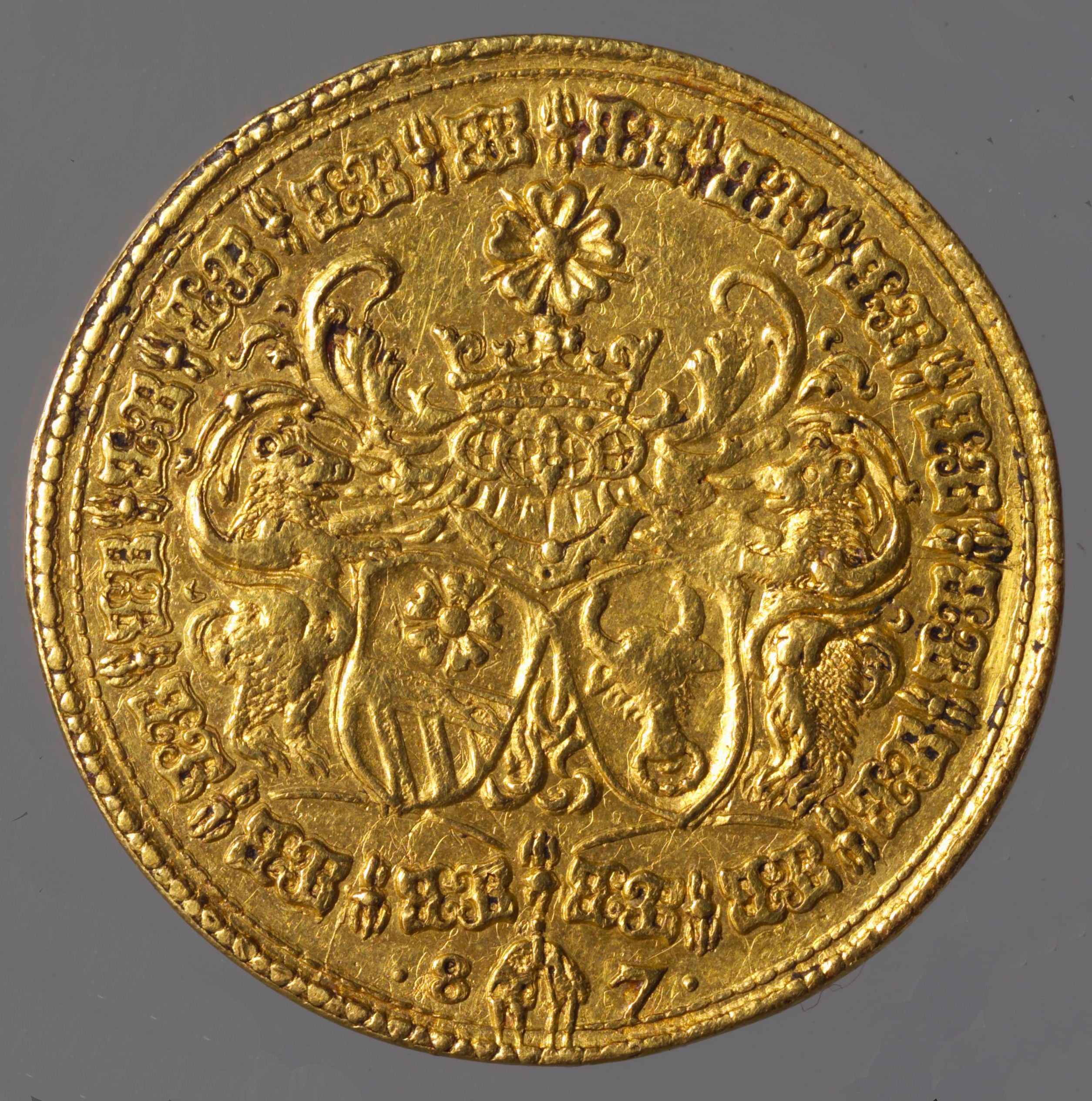
Реверс монеты, отчеканенной в 1587 году Вилемом из Рожмберка по случаю его свадьбы с Поликсеной из Пернштейна. Гербы Рожмберков и Пернштейнов соединены в один.

### Пресечение рода
После смерти Вратислава II осталось двое сыновей, один из которых, Максимилиан (ок. 1575—1593), избрал духовную карьеру и умер во время обучения в Риме. Второй сын, Ян V из Пернштейна (1561—1597), пытаясь расплатиться с долгами отца, распродал часть фамильных имений и погиб в бою во время Тринадцатилетней войны с Турцией. Яну V наследовал его сын Вратислав Эусебий (1594—1631), погибший в Тридцатилетней войне в возрасте 37 лет неженатым и бездетным. Согласно последней воле Вратислава, его владения унаследовала его сестра Фребония из Пернштейна (1596—1646).
Из шести переживших Вратислава II дочерей одна, Эльвира (ок. 1571 — после 1628), стала монахиней, а ещё четыре, выданные замуж за иностранных аристократов и покинувшие Чехию, к 1631 году отошли в мир иной. Единственной из дочерей Вратислава II, кто остался в Чехии и принял на себя первоначальное опекунство над детьми Яна V, была Поликсена из Пернштейна (1566—1642), в 1587 году вышедшая замуж за высочайшего бургграфа Вилема из Рожмберка (1535—1592), влиятельнейшего вельможу Чешского королевства. После смерти мужа Поликсена унаследовала замок Роуднице-над-Лабем. В 1603 году она повторно вышла замуж, на этот раз за высочайшего канцлера королевства Зденека Войтеха Попела из Лобковиц (1568—1628), которого тоже пережила.
Умершая в 1646 году Фребония из Пернштейна завещала все свои оставшиеся владения, среди которых было Литомышльское панство, сыну Поликсены от второго брака Вацлаву Эусебию Попелу из Лобковиц. Пернштейновский дворец в Пражском Граде, построенный братьями Ярославом и Вратиславом II из Пернштейна, с тех пор был переименован в Лобковицкий.

## Генеалогия Пернштейнов XV—XVII веков
| Вилем I (ок. 1360—1426)       |                               |                               |                               |                               |                               |  |  |                              |                              |                              |                              |                              |                              |  |  |                       |                       |                       |                       |                       |                       |  |  |                         |                         |                         |                         |                         |                         |  |  |  |  |  |  |  |  |  |  |  |  |  |  |
|                               |                               |                               |                               |                               |                               |  |  |                              |                              |                              |                              |                              |                              |  |  |                       |                       |                       |                       |                       |                       |  |  |                         |                         |                         |                         |                         |                         |  |  |  |  |  |  |  |  |  |  |  |  |  |  |
| Ян II (ок. 1406—1475)         |                               |                               |                               |                               |                               |  |  |                              |                              |                              |                              |                              |                              |  |  |                       |                       |                       |                       |                       |                       |  |  |                         |                         |                         |                         |                         |                         |  |  |  |  |  |  |  |  |  |  |  |  |  |  |
|                               |                               |                               |                               |                               |                               |  |  |                              |                              |                              |                              |                              |                              |  |  |                       |                       |                       |                       |                       |                       |  |  |                         |                         |                         |                         |                         |                         |  |  |  |  |  |  |  |  |  |  |  |  |  |  |
|                               |                               |                               |                               |                               |                               |  |  |                              |                              |                              |                              |                              |                              |  |  |                       |                       |                       |                       |                       |                       |  |  |                         |                         |                         |                         |                         |                         |  |  |  |  |  |  |  |  |  |  |  |  |  |  |
| Вилем II (ок. 1438—1521)      | Вилем II (ок. 1438—1521)      | Вилем II (ок. 1438—1521)      | Вилем II (ок. 1438—1521)      | Вилем II (ок. 1438—1521)      | Вилем II (ок. 1438—1521)      |  |  | Вратислав I (ок. 1463—1496)  | Вратислав I (ок. 1463—1496)  | Вратислав I (ок. 1463—1496)  | Вратислав I (ок. 1463—1496)  | Вратислав I (ок. 1463—1496)  | Вратислав I (ок. 1463—1496)  |  |  |                       |                       |                       |                       |                       |                       |  |  |                         |                         |                         |                         |                         |                         |  |  |  |  |  |  |  |  |  |  |  |  |  |  |
| Вилем II (ок. 1438—1521)      | Вилем II (ок. 1438—1521)      | Вилем II (ок. 1438—1521)      | Вилем II (ок. 1438—1521)      | Вилем II (ок. 1438—1521)      | Вилем II (ок. 1438—1521)      |  |  | Вратислав I (ок. 1463—1496)  | Вратислав I (ок. 1463—1496)  | Вратислав I (ок. 1463—1496)  | Вратислав I (ок. 1463—1496)  | Вратислав I (ок. 1463—1496)  | Вратислав I (ок. 1463—1496)  |  |  |                       |                       |                       |                       |                       |                       |  |  |                         |                         |                         |                         |                         |                         |  |  |  |  |  |  |  |  |  |  |  |  |  |  |
|                               |                               |                               |                               |                               |                               |  |  |                              |                              |                              |                              |                              |                              |  |  |                       |                       |                       |                       |                       |                       |  |  |                         |                         |                         |                         |                         |                         |  |  |  |  |  |  |  |  |  |  |  |  |  |  |
| Ян IV (1487—1548)             | Ян IV (1487—1548)             | Ян IV (1487—1548)             | Ян IV (1487—1548)             | Ян IV (1487—1548)             | Ян IV (1487—1548)             |  |  | Войтех I (1490—1534)         | Войтех I (1490—1534)         | Войтех I (1490—1534)         | Войтех I (1490—1534)         | Войтех I (1490—1534)         | Войтех I (1490—1534)         |  |  |                       |                       |                       |                       |                       |                       |  |  |                         |                         |                         |                         |                         |                         |  |  |  |  |  |  |  |  |  |  |  |  |  |  |
| Ян IV (1487—1548)             | Ян IV (1487—1548)             | Ян IV (1487—1548)             | Ян IV (1487—1548)             | Ян IV (1487—1548)             | Ян IV (1487—1548)             |  |  | Войтех I (1490—1534)         | Войтех I (1490—1534)         | Войтех I (1490—1534)         | Войтех I (1490—1534)         | Войтех I (1490—1534)         | Войтех I (1490—1534)         |  |  |                       |                       |                       |                       |                       |                       |  |  |                         |                         |                         |                         |                         |                         |  |  |  |  |  |  |  |  |  |  |  |  |  |  |
|                               |                               |                               |                               |                               |                               |  |  |                              |                              |                              |                              |                              |                              |  |  |                       |                       |                       |                       |                       |                       |  |  |                         |                         |                         |                         |                         |                         |  |  |  |  |  |  |  |  |  |  |  |  |  |  |
| Ярослав (1528—1569)           | Ярослав (1528—1569)           | Ярослав (1528—1569)           | Ярослав (1528—1569)           | Ярослав (1528—1569)           | Ярослав (1528—1569)           |  |  | Вратислав II (1530—1582)     | Вратислав II (1530—1582)     | Вратислав II (1530—1582)     | Вратислав II (1530—1582)     | Вратислав II (1530—1582)     | Вратислав II (1530—1582)     |  |  | Войтех II (1532—1561) | Войтех II (1532—1561) | Войтех II (1532—1561) | Войтех II (1532—1561) | Войтех II (1532—1561) | Войтех II (1532—1561) |  |  |                         |                         |                         |                         |                         |                         |  |  |  |  |  |  |  |  |  |  |  |  |  |  |
| Ярослав (1528—1569)           | Ярослав (1528—1569)           | Ярослав (1528—1569)           | Ярослав (1528—1569)           | Ярослав (1528—1569)           | Ярослав (1528—1569)           |  |  | Вратислав II (1530—1582)     | Вратислав II (1530—1582)     | Вратислав II (1530—1582)     | Вратислав II (1530—1582)     | Вратислав II (1530—1582)     | Вратислав II (1530—1582)     |  |  | Войтех II (1532—1561) | Войтех II (1532—1561) | Войтех II (1532—1561) | Войтех II (1532—1561) | Войтех II (1532—1561) | Войтех II (1532—1561) |  |  |                         |                         |                         |                         |                         |                         |  |  |  |  |  |  |  |  |  |  |  |  |  |  |
|                               |                               |                               |                               |                               |                               |  |  |                              |                              |                              |                              |                              |                              |  |  |                       |                       |                       |                       |                       |                       |  |  |                         |                         |                         |                         |                         |                         |  |  |  |  |  |  |  |  |  |  |  |  |  |  |
| Ян V (1561—1597)              | Ян V (1561—1597)              | Ян V (1561—1597)              | Ян V (1561—1597)              | Ян V (1561—1597)              | Ян V (1561—1597)              |  |  | Максимилиан (ок. 1575—1593)  | Максимилиан (ок. 1575—1593)  | Максимилиан (ок. 1575—1593)  | Максимилиан (ок. 1575—1593)  | Максимилиан (ок. 1575—1593)  | Максимилиан (ок. 1575—1593)  |  |  | Поликсена (1566—1642) | Поликсена (1566—1642) | Поликсена (1566—1642) | Поликсена (1566—1642) | Поликсена (1566—1642) | Поликсена (1566—1642) |  |  | Бибиана (ок. 1580—1616) | Бибиана (ок. 1580—1616) | Бибиана (ок. 1580—1616) | Бибиана (ок. 1580—1616) | Бибиана (ок. 1580—1616) | Бибиана (ок. 1580—1616) |  |  |  |  |  |  |  |  |  |  |  |  |  |  |
| Ян V (1561—1597)              | Ян V (1561—1597)              | Ян V (1561—1597)              | Ян V (1561—1597)              | Ян V (1561—1597)              | Ян V (1561—1597)              |  |  | Максимилиан (ок. 1575—1593)  | Максимилиан (ок. 1575—1593)  | Максимилиан (ок. 1575—1593)  | Максимилиан (ок. 1575—1593)  | Максимилиан (ок. 1575—1593)  | Максимилиан (ок. 1575—1593)  |  |  | Поликсена (1566—1642) | Поликсена (1566—1642) | Поликсена (1566—1642) | Поликсена (1566—1642) | Поликсена (1566—1642) | Поликсена (1566—1642) |  |  | Бибиана (ок. 1580—1616) | Бибиана (ок. 1580—1616) | Бибиана (ок. 1580—1616) | Бибиана (ок. 1580—1616) | Бибиана (ок. 1580—1616) | Бибиана (ок. 1580—1616) |  |  |  |  |  |  |  |  |  |  |  |  |  |  |
|                               |                               |                               |                               |                               |                               |  |  |                              |                              |                              |                              |                              |                              |  |  |                       |                       |                       |                       |                       |                       |  |  |                         |                         |                         |                         |                         |                         |  |  |  |  |  |  |  |  |  |  |  |  |  |  |
| Вратислав Эусебий (1594—1631) | Вратислав Эусебий (1594—1631) | Вратислав Эусебий (1594—1631) | Вратислав Эусебий (1594—1631) | Вратислав Эусебий (1594—1631) | Вратислав Эусебий (1594—1631) |  |  | Фребония Эусебия (1596—1646) | Фребония Эусебия (1596—1646) | Фребония Эусебия (1596—1646) | Фребония Эусебия (1596—1646) | Фребония Эусебия (1596—1646) | Фребония Эусебия (1596—1646) |  |  | Вацлав Эусебий        | Вацлав Эусебий        | Вацлав Эусебий        | Вацлав Эусебий        | Вацлав Эусебий        | Вацлав Эусебий        |  |  |                         |                         |                         |                         |                         |                         |  |  |  |  |  |  |  |  |  |  |  |  |  |  |